# Чемпіонат Таїланду з футболу
Тайська ліга 1 (тай. ไทย ลีก 1, англ. Thai League 1) — чемпіонат футбольних клубів Таїланду, що проводиться з 1996 року. Це корпорація, в якій 16 клубів-учасників виступають в статусі акціонерів. Сезон триває з березня по жовтень, в ньому команди грають 30 турів, в загальному по 30 ігор у сезоні. Спонсор ліги — Toyota і тому офіційно ліга носить назву Toyota Thai League. У чемпіонаті більшість ігор граються по суботах і по неділях, а деякі — протягом будніх днів.

## Історія
Перед створенням чемпіонату Таїланду найвищим рівнем клубного футболу був Королівський кубок Кора (тай. ฟุตบอลชิงถ้วยพระราชทานประเภท ก), який проводився з 1916 по 1995 рік. Тайська футбольна ліга була створена в 1996 році Футбольною асоціацією Таїланду з 18 клубами, які раніше боролися за Королівський Кубок Кора, і гралася у два кола.. Втім вже з наступного розіграшу 1997 року клубів у турнірі залишилось лише 12 і надалі ця цифра коливалась від 10 до 12 клубів.
Більшість клубів Прем'єр-ліги Таїланду в той час були клубами органів державної влади, що базувався у Великому Бангкоку. Тим часом інші клуби змагалися у регіональній лізі під назвою Провінційна ліга. Прем'єр-ліга Таїланду зіткнулася з проблемою низької відвідуваності та відсутності місцевої лояльності, в той час, як Провінційна ліга зазнала фінансових проблем. У 2007 році Прем'єр-ліга Таїланду була повністю інтегрована з Провінційною лігою, створивши єдиний загальнодержавний чемпіонат. «Чонбурі» з провінційної ліги був першим чемпіоном нової Прем'єр-ліги Таїланду в сезоні 2007 року. З цього ж сезону чемпіонат був розширений до 16 клубів.
У сезоні 2009 року відбулися значні зміни, що призвели до нової ери Прем'єр-ліги Таїланду. Азійська футбольна конфедерація оголосила правило асоціаціям, які мають намір делегувати клуби для участі в Лізі чемпіонів АФК, починаючи з 2011 року. Футбольній асоціації Таїланду довелося змусити клуби вищого дивізіону виконати ліцензійні критерії АФК, інакше тайські клуби не матимуть права грати в Лізі чемпіонів. Клуби змушені були відокремитись від материнських організацій та зареєструватися у формі товариства з обмеженою відповідальністю.
Це призвело до серйозних змін у лізі того сезону, так двократний чемпіон ліги «Крунг Тай Банк» не зміг виконати нові правила і змушений був припинити виступи, а його франшизу викупив нижчоліговий «Патум Юнайтед». Бангкокський університет змушений був закрити свою секцію футбольного клубу і він отримав нову назву «Бангкок Юнайтед» за підтримки адміністрації міста. Ряд інших клубів, що базуються на основі різних організацій, повинні були переїхати у різні регіони країни, щоб знайти місцевих прихильників.
У сезоні 2012 року «Муанг Тонг Юнайтед» під керівництвом Славиши Йокановича став першим клубом в історії ліги, який завершив сезон без поразок (25 перемог та 9 нічиїх). А вже з наступного сезону лідерство у чемпіонаті захопив «Бурірам Юнайтед», який за наступні 6 сезонів 5 разів ставав чемпіоном, при цьому у 2013 і 2015 році також без жодної поразки, а три чемпіонства поспіль з 2013 по 2015 рік стали рекордом за кількістю чемпіонств поспіль.
У 2017 році Футбольна асоціація Таїланду вирішила перетворити Прем'єр-лігу Таїланду в Тайську Лігу 1.

## Список чемпіонів
| Сезон   | Чемпіон                        | Віце-чемпіон             |
| ------- | ------------------------------ | ------------------------ |
| 1996/97 | Бангкок Банк                   | Фондова біржа Таїланду   |
| 1997    | Королівські ВПС Таїланду       | Сінтана                  |
| 1998    | Сінтана                        | Королівські ВПС Таїланду |
| 1999    | Королівські ВПС Таїланду       | Портове управління       |
| 2000    | БЕК Теро Сасана                | Королівські ВПС Таїланду |
| 2001/02 | БЕК Теро Сасана                | Осотспа                  |
| 2002/03 | Крунг Тай Банк                 | БЕК Теро Сасана          |
| 2003/04 | Крунг Тай Банк                 | БЕК Теро Сасана          |
| 2004/05 | Таїландська тютюнова монополія | ПЕА                      |
| 2006    | Бангкок Юніверсіті             | Осотспа                  |
| 2007    | Чонбурі                        | Крунг Тай Банк           |
| 2008    | ПЕА                            | Чонбурі                  |
| 2009    | Муангтонг Юнайтед              | Чонбурі                  |
| 2010    | Муангтонг Юнайтед              | Бурірам ПЕА              |
| 2011    | Бурірам ПЕА                    | Чонбурі                  |
| 2012    | Муангтонг Юнайтед              | Чонбурі                  |
| 2013    | Бурірам Юнайтед                | Муангтонг Юнайтед        |
| 2014    | Бурірам Юнайтед                | Чонбурі                  |
| 2015    | Бурірам Юнайтед                | Муангтонг Юнайтед        |
| 2016    | Муангтонг Юнайтед              | Бангкок Юнайтед          |
| 2017    | Бурірам Юнайтед                | Муангтонг Юнайтед        |
| 2018    | Бурірам Юнайтед                | Бангкок Юнайтед          |
| 2019    | Чіанграй Юнайтед               | Бурірам Юнайтед          |
| 2020/21 | Патум Юнайтед                  | Бурірам Юнайтед          |
| 2021/22 | Бурірам Юнайтед                | Патум Юнайтед            |

### За клубом
| Клуб               | Чемпіонств | Роки чемпіонств                             |
| ------------------ | ---------- | ------------------------------------------- |
| Бурірам Юнайтед    | 7          | 2011, 2013, 2014, 2015, 2017, 2018, 2021-22 |
| Муанг Тонг Юнайтед | 4          | 2009, 2010, 2012, 2016                      |
| Ейр Форс Юнайтед   | 2          | 1997, 1999                                  |
| Поліс Теро         | 2          | 2000, 2001–02                               |
| Крунг Тай Банк     | 2          | 2000, 2001–02                               |
| Бангкок Банк       | 1          | 1996–97                                     |
| Бангкок Юнайтед    | 1          | 2006                                        |
| ББЧЮ               | 1          | 1998                                        |
| Чонбурі            | 1          | 2007                                        |
| ТТМ                | 1          | 2004–05                                     |
| ПЕА                | 1          | 2008                                        |
| Чіанграй Юнайтед   | 1          | 2019                                        |
| Патум Юнайтед      | 1          | 2020-21                                     |